# O Derradeiro Abencerragem
 O derradeiro Abencerragem Na literatura usou-se como novela de género cavaleiresco, por Chateaubriand (1826). É uma pura ficção que foi inspirada pela Historia das facções dos Zégris e dos Abencerragens, cavaleiros mouros de Granada, das guerras civis que cidade houve e dos combates singulares que houve na planície entre os mouros e os cristãos, composta no século XVI por Ginés Perez de Hita. “O Derradeiro Abencerragem”, foi traduzido em português por Guerra Leal.